# Lonchoptera impicta
Lonchoptera impicta är en tvåvingeart som beskrevs av Zetterstedt 1848. Lonchoptera impicta ingår i släktet Lonchoptera och familjen spjutvingeflugor. Arten är reproducerande i Sverige. Inga underarter finns listade i Catalogue of Life.